# Per (hieroglifă)
Per sau Pr este hieroglifa egipteană pentru casă, desenată ca podeaua plană a unui imobil cu pereți și cu o ușă deschisă. Deși pronunția sa inițială este necunoscută, egiptologii moderni îi atribuie valoarea Per. 
Pr combinat cu un nume personal, zeu sau locație devine Casa lui .... De exemplu pentru faraonul Setnakhte este orașul lui: Pr-Atum, (orașul lui Pithom).

## Casa Vieții
Pr și Ankh-(viața) este o  "combinație hieroglifă" și "cuvântul" pentru Casa Vieții. Casa Vieții este o colecție de papirusuri .

## "Pr-nume" /asociații
| - pr-aa– Faraon - pa-pr-aa– Papirus - Pr-Ab– Thoth - Per-Amun– Pelusium - Pr-Ankh– reconstrucționism Kemetic - Pr-Heh– reconstrucționism Kemetic - Pr-Aat– Heliopolis (străvechi) - Pr-Atum– Heliopolis (străvechi) - Pr-Atum– Setnakhte - Pr-Banebdjedet– Mendes - Pr-Bast– Bast - Pr-Bast– Bubastis - Pr-Bastet– Zagazig - Pr-Hai– Malqata - Pr-Hay– Amenhotep al III-lea | - Pr-Hay– Marele Templu al lui Aten - Pr-Hathor– Aphroditopolis - Pr-Hedj– Comoară (Casa Argintului) - Pr-Medjat– Biblioteca - Pr-Nebu– Comoară (Casa Aurului) - Pr-Nebyt– Ramesses al V-lea - Pr-Nemty– Hieracon - Pr-Ramesses– Avaris, Istoria Egiptului Antic - Pr-Sekhemkheperre– Takelot al III-lea - Pr-Sopdu– Sopdu - Pr-t– Sezonul Revărsării - Pr-Temu Tjeku– Necho al II-lea - Pr-Wadjet– Buto, Wadjet - Pr-Yinepu– Anubis |